# Bergman (månekrater)
Bergman er et lille nedslagskrater på Månen, beliggende Månens bagside. Det er opkaldt efter den svenske kemiker og mineralog Torbern O. Bergman (1735 – 1784).
Navnet blev officielt tildelt af den Internationale Astronomiske Union (IAU) i 1976. 
Krateret observeredes første gang i 1965 af den sovjetiske rumsonde Zond 3.

## Omgivelser
Krateret ligger på kraterbunden i den bjergomgivne slette Mendeleev og er forbundet med kanten af dennes indre væg mod nordvest. I samme bassin ligger Moissankrateret mod syd og Richardskrateret mod vest. 

## Karakteristika
Bergmankraterets rand er nogenlunde cirkulær, og krateret er skålformet. Den vestlige halvdel af kraterbunden er dækket med en skråning af småsten (ur), mens der er en jævn bund på den østlige side.

## Måneatlas
- Billeder af Bergmankrateret i LPI-måneatlasset